# 河田次郎
河田 次郎（かわだ の じろう、不詳 - 文治5年9月6日（1189年10月17日））は、平安時代末期、鎌倉時代初期の武士。藤原泰衡の郎党。安田次郎とも。諱は守継。
文治5年（1189年）、源頼朝の奥州征伐によって主人・藤原泰衡が敗走すると、比内郡贄柵（現秋田県大館市）の領主であった河田次郎は裏切って9月3日未明に泰衡を殺害した。6日、河田が泰衡の首級を持ち、陣岡に進んでいた頼朝の下へ参じる。頼朝は実検を行うと、泰衡の首はかつて源頼義が安倍貞任の首を釘で打ち付けさせた例に倣わせた。
その後、河田はかつての桐生六郎と同様に主君を討った不義を頼朝によって「泰衡は既にわが掌中に収まっている。何ぞ汝ごときの手を借りようや。汝は旧恩に背き、反逆を敢てするとは許し難い」と激しく咎められ、斬罪に処せられた。
以前に頼朝の父・源義朝も同じような状況で家人・長田忠致に裏切られて殺されており、頼朝の立場として河田次郎を許せなかったと考えられる。

## 関連作品
テレビドラマ
- 『炎立つ』（1993年-1994年、NHK大河ドラマ、演：安藤一夫）
- 『義経』（2005年、NHK大河ドラマ、演：青山義典）
- 『鎌倉殿の13人』（2022年、NHK大河ドラマ、演：小林博）